# Ситнозуби разиграни лемур
Ситнозуби разиграни лемур или светлолеђи разиграни лемур (лат. Lepilemur microdon) је полумајмун из породице ласичастих лемура (Lepilemuridae).

## Распрострањење
Ендемит је Мадагаскара, где живи у тропским и суптропским сувим шумама.

## Угроженост
Подаци о распрострањености ове врсте су недовољни.